# Araeoncus tuberculatus
Araeoncus tuberculatus là một loài nhện trong họ Linyphiidae.
Loài này thuộc chi Araeoncus. Araeoncus tuberculatus được Albert Tullgren miêu tả năm 1955.